# Angelonia crassifolia
Angelonia crassifolia är en grobladsväxtart som beskrevs av George Bentham. Angelonia crassifolia ingår i släktet Angelonia och familjen grobladsväxter. Inga underarter finns listade i Catalogue of Life.